# Latschesar Prawtschew
Latschesar Prawtschew, bulgarisch Лъчезар Пръвчев (* 24. Januar 1956 in Sofia) ist ein bulgarischer Opernsänger (Tenor).

## Leben
Prawtschew studierte am Konservatorium Sofia bei Irena Brambarowa Gesang. 
An der Mailänder Scala erhielt er ein zweijähriges Stipendium. 
Nach Engagements an der Nationaloper Sofia und am Staatstheater Braunschweig ist er seit 1989 an der Staatsoper Hannover engagiert. Gastengagements führten ihn nach Berlin, München, Hamburg, Stuttgart und Essen, sowie ins Ausland nach den USA, Spanien, Italien, Dänemark, Schweden und Belgien. 
1998 wurde ihm der Titel des Kammersängers verliehen. Er arbeitete u. a. mit Dirigenten wie Zubin Mehta, Lorin Maazel, Rafael Frühbeck de Burgos, Gerd Albrecht und Ingo Metzmacher zusammen.